# غابات الفاضلية
غابات الفاضلية هي غابات عراقية تقع في قرية الفاضلية بناحية بعشيقة بمحافظة نينوى شمال العراق.

## نبذة
تعد الغابات مركز زراعة الزيتون وصناعة منتجاته في العراق، حيث تتضمن القرية حوالي 250 الف شجرة دون حساب الاشجار الصغيرة، ويتم تصدير الزيتون منها إلى مدينة الموصل وباقي محافظات العراق، وتمتلك أهمية اقتصادية وسياحية للمحافظة.